# 暗體刺尾魚
暗體刺尾魚，俗名虎紋倒吊，為輻鰭魚綱鱸形目刺尾魚亞目刺尾魚科的其中一個種，於1993年由美國魚類學家John Ernest Randall首次正式描述，其模式產地為斯里蘭卡東海岸。

## 分布
本魚分布於印度洋區，從孟加拉灣至安達曼海海域。

## 深度
水深2至26公尺。

## 特徵
本魚體呈橢圓形而側扁。頭小，頭背部輪廓隨著成長而略凸出。口小，端位，上下頜各具一列扁平齒，齒固定不可動，齒緣具缺刻。成魚體為褐色，頭部紫灰色，各魚鰭為深褐色，尾鰭為半月形，且具白色邊緣，幼魚呈淺棕色，側面有橙色條紋，胸部呈橙色，眼睛周圍有橙色環，背鰭和臀鰭邊緣呈橙色。背鰭硬棘8枚；背鰭軟條23至33枚；臀鰭硬棘3枚；臀鰭軟條22至29枚，體長可達25公分。

## 生態
本魚棲息在珊瑚礁區，屬草食性，以藻類為食。

## 經濟利用
為觀賞性魚類。